# Strongygaster celer
Strongygaster celer là một loài ruồi trong họ Tachinidae.